# ホレイショ・キング (郵政長官)

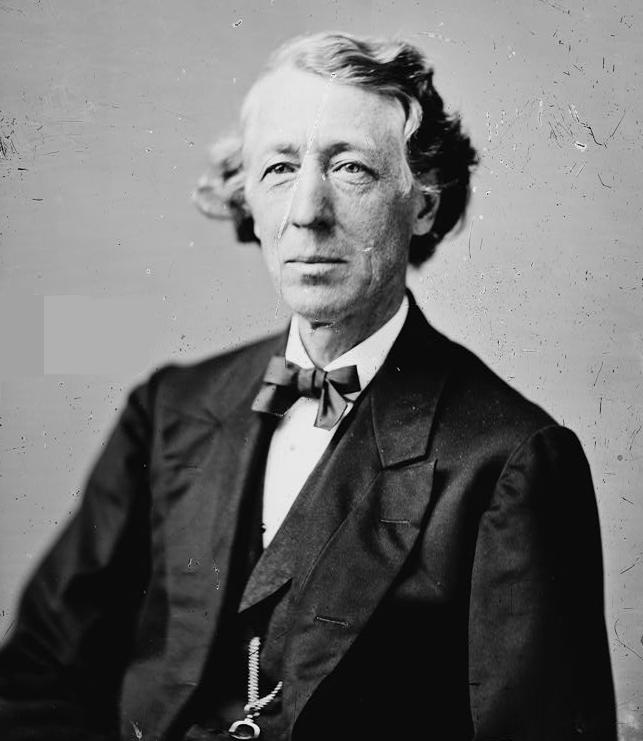
ホレイショ・キング

ホレイショ・キング（Horatio King, 1811年6月21日 - 1897年5月20日）は、アメリカ合衆国の政治家。1861年2月から3月まで第22代アメリカ合衆国郵政長官を務めた。

## 生涯
1811年6月21日、キングはメイン州パリスにおいて、サミュエル・キング（Samuel King, 1771-1856）とサリー・ホール（Sally Hall, 1779-1862）の息子として誕生した。キングは公立学校で学び、18歳のときに新聞社ジェファソニアンに採用された。キングはそこで印刷業を学び、後に新聞社のオーナー兼編集長となった。1833年、キングはメイン州ポートランドへ移り、1838年まで出版業を営んだ。
1839年、キングは合衆国郵政省から事務官として任命を受け、ワシントンD.C.に移った。キングは郵政省内でとんとん拍子に昇進し、1854年に第一郵政次官補に任ぜられた。1861年1月、キングは郵政長官代行を任された。キングは合衆国議会において郵便物に無料送達特権に関する質問をサウスカロライナ州選出下院議員から受けた。キングはその答弁において、連邦離脱の権限が各州に存在しないことを公式に表明した。その後キングは2月12日に正式な郵政長官として任命を受け、3月7日までその職を務めた。
キングは郵政長官退任後も南北戦争の終結までワシントンD.C.に残り、コロンビア特別区に居住する奴隷の解放に関する法律を施行するための委員会で委員を務めた。キングの努力により、コロンビア特別区に定住する相当数の奴隷が解放された。
南北戦争終戦後、キングはワシントンD.C.において弁護士業を開業した。その後キングは国際調査委員会に入り、キングは職員に対して公用封筒を使用することを推奨した。キングは1881年に記念碑協会の事務総長を務め、ワシントン記念塔の建造に尽力した。キングは報道機関向けに多くのプレスリリースを作成した。
1897年5月20日、キングはワシントンD.C.で死去した。キングの遺体はワシントンD.C.の合衆国議会墓地に埋葬された。

## 家族
キングはアン・コリンズ (Ann Collins, 1815-1869) と結婚した。2人の間には以下の子供が生まれた。
- ホレイショ・コリンズ・キング (Horatio Collins King, 1837-1918)
- アンナ・キング (Anna King, 1837-????)
- ヘンリー・キング (Henry King, 1840-1896)
- フローレンス・キング (Florence King, 1850-????)

| 公職                  | 公職                                                | 公職                      |
| --------------------- | --------------------------------------------------- | ------------------------- |
| 先代 ジョセフ・ホルト | アメリカ合衆国郵政長官 1861年2月12日 - 1861年3月7日 | 次代 モンゴメリー・ブレア |